# Abannakondre
Abannakondre is een uitgestrekt dorp en de naam van het gebied eromheen aan de Surinamerivier in het ressort Centrum Brokopondo.
In het gebied bevinden zich verder de dorp en voormalige plantage Victoria en Asigron aan de rivier en de gesloten Landbouw Maatschappij Victoria verderop die vanaf eind jaren 1960 werd gebouwd op de plaats waar zich voorheen de plantage bevond.